# کالج زنان چلتنهام

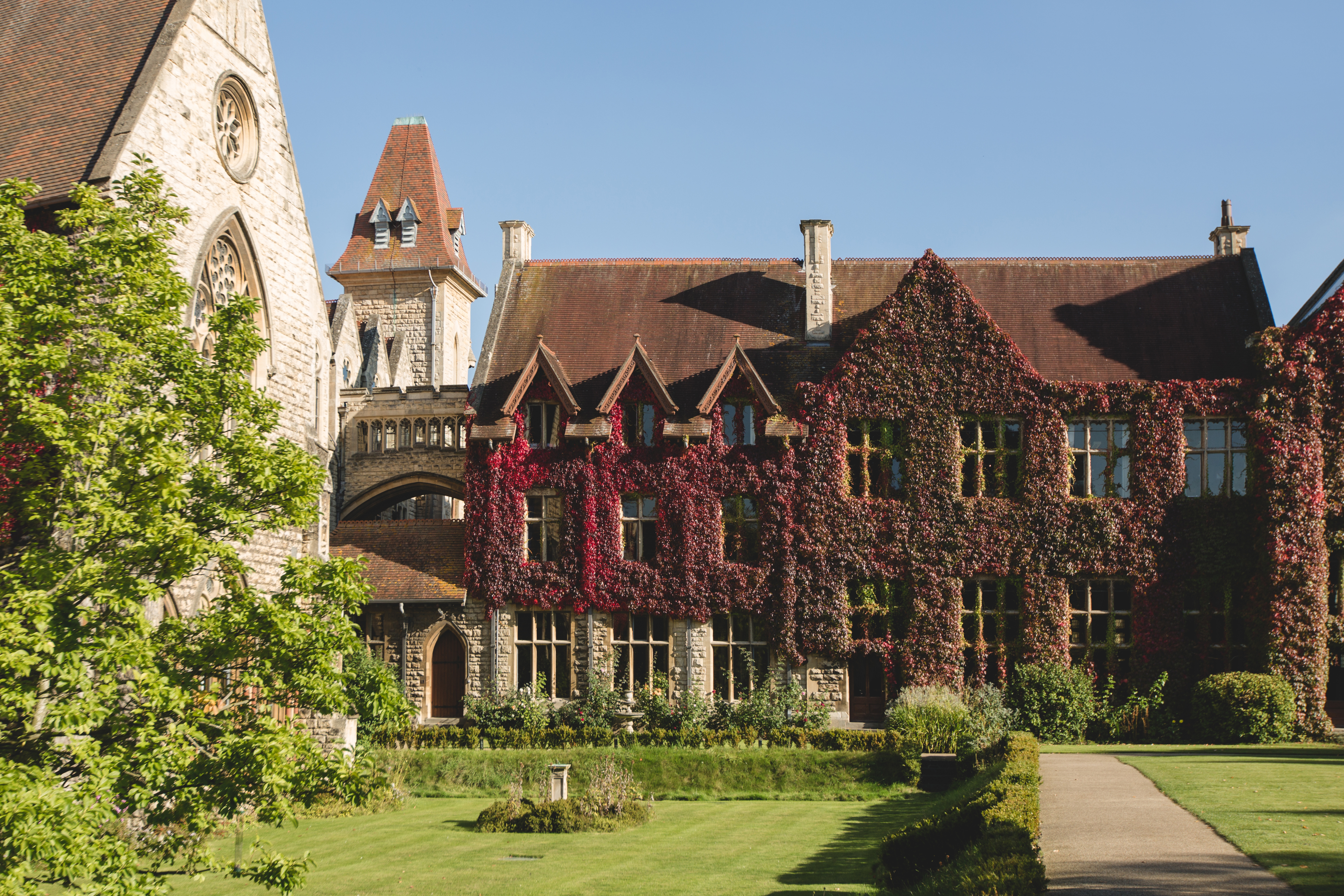

کالج زنان چلتنهام (انگلیسی: Cheltenham Ladies' College) یک مدرسه شبانه‌روزی دخترانه مستقل برای دختران ۱۱ تا ۱۸ ساله در چلتنهام، انگلستان است.